# Mahura
Genre
Mahura est un genre d'araignées aranéomorphes de la famille des Agelenidae.

## Distribution
Les espèces de ce genre sont endémiques de Nouvelle-Zélande.

## Liste des espèces
Selon World Spider Catalog (version 17.0, 02/06/2016) :
- Mahura accola Forster & Wilton, 1973
- Mahura bainhamensis Forster & Wilton, 1973
- Mahura boara Forster & Wilton, 1973
- Mahura crypta Forster & Wilton, 1973
- Mahura detrita Forster & Wilton, 1973
- Mahura hinua Forster & Wilton, 1973
- Mahura musca Forster & Wilton, 1973
- Mahura rubella Forster & Wilton, 1973
- Mahura rufula Forster & Wilton, 1973
- Mahura scuta Forster & Wilton, 1973
- Mahura sorenseni Forster & Wilton, 1973
- Mahura southgatei Forster & Wilton, 1973
- Mahura spinosa Forster & Wilton, 1973
- Mahura spinosoides Forster & Wilton, 1973
- Mahura takahea Forster & Wilton, 1973
- Mahura tarsa Forster & Wilton, 1973
- Mahura turris Forster & Wilton, 1973
- Mahura vella Forster & Wilton, 1973

## Publication originale
- Forster & Wilton, 1973 : The spiders of New Zealand. Part IV. Otago Museum Bulletin, vol. 4, p. 1-309.